# Riga Football Club 2021
Questa voce raccoglie le informazioni riguardanti il Riga Football Club nelle competizioni ufficiali della stagione 2021.

## Rosa
| N. |                      | Ruolo | Calciatore           |
| -- | -------------------- | ----- | -------------------- |
| 1  | Croazia (bandiera)   | P     | Ivan Brkić           |
| 2  | Colombia (bandiera)  | D     | Juan Camilo Saiz     |
| 3  | Lettonia (bandiera)  | D     | Antons Kurakins      |
| 4  | Serbia (bandiera)    | D     | Miloš Vranjanin      |
| 6  | Islanda (bandiera)   | D     | Axel Óskar Andrésson |
| 7  | Brasile (bandiera)   | C     | Felipe Brisola       |
| 8  | Lettonia (bandiera)  | D     | Ritvars Rugins       |
| 9  | Lettonia (bandiera)  | D     | Armands Pētersons    |
| 10 | Kosovo (bandiera)    | C     | Besar Halimi         |
| 11 | Finlandia (bandiera) | A     | Mikael Soisalo       |
| 12 | Lettonia (bandiera)  | P     | Roberts Ozols        |
| 14 | Serbia (bandiera)    | C     | Nedeljko Piščević    |
| 15 | Lettonia (bandiera)  | A     | Raivis Ķiršs         |
| 16 | Lettonia (bandiera)  | P     | Nils Puriņš          |

| N. |                         | Ruolo | Calciatore            |
| -- | ----------------------- | ----- | --------------------- |
| 17 | Lettonia (bandiera)     | D     | Vladislavs Fjodorovs  |
| 19 | Croazia (bandiera)      | C     | Ivan Paurević         |
| 20 | Marocco (bandiera)      | A     | Karim Loukili         |
| 21 | Nigeria (bandiera)      | A     | Yunusa Muritala       |
| 22 | RD del Congo (bandiera) | A     | Kule Mbombo           |
| 23 | Ucraina (bandiera)      | C     | Jurij Vakulko         |
| 24 | Lettonia (bandiera)     | C     | Aleksejs Saveljevs    |
| 27 | Russia (bandiera)       | A     | Stanislav Krapuchin   |
| 25 | RD del Congo (bandiera) | D     | Ngonda Muzinga        |
| 28 | Serbia (bandiera)       | C     | Marko Đurišić         |
| 29 | Francia (bandiera)      | A     | Jean-Baptiste Léo     |
| 32 | Brasile (bandiera)      | C     | Wesley Natã           |
| 33 | Lettonia (bandiera)     | A     | Vladimirs Kamešs      |
| 34 | Lettonia (bandiera)     | D     | Antonijs Černomordijs |